# Voice of the Heroes
«Voice of the Heroes» — провідний сингл американських реперів Lil Baby та Lil Durk з їхнього спільного альбому The Voice of the Heroes, виданий 31 травня 2021 р.

## Опис
У пісні виконавці розповідають про свій шлях до успіху, його святкування та про свою «неминучу відповідальність як „героїв“ перед друзями та сім'єю, з якими вони зростали». Дерк згадує про своє життя за останній рік, зокрема, про відсутність часу на сім'ю та як він вніс дві застави. Baby співає про своє домінування в реп-індустрії та зазначає «зменшення кількості колаборацій з його боку». Приспів пояснює, що Дерк — «voice» (укр. «голос») з назви, а Lil Baby — «герой» (укр. «hero»). Вони також згадують про своє перебування у в'язниці.

## Відеокліп
Сингл вийшов в один день із кліпом. Режисер: Daps. Знято в рідному нейборгуді Lil Baby — Окленд-Сіті, що в Атланті. У ньому репери кидають гроші з даху й проводять час із різними поколіннями нейборгуду. Lil Durk також читає реп перед поліцейською машиною.

## Чартові позиції
| Чарт (2021)                               | Найвища позиція |
| ----------------------------------------- | --------------- |
| Канада (Canadian Hot 100)                 | 43              |
| Billboard Global 200                      | 35              |
| Ірландія (IRMA)                           | 98              |
| Велика Британія (Official Charts Company) | 62              |
| Велика Британія (UK R&B Chart)            | 24              |
| США (Billboard Hot 100)                   | 21              |
| США (Hot R&B/Hip-Hop Songs) (Billboard)   | 7               |

## Сертифікації
| Регіон                                                      | Сертифікація | Продажі |
| ----------------------------------------------------------- | ------------ | ------- |
| США (RIAA)                                                  | Золотий      | 500 000 |
| продажі+прослуховування, що базуються лише на сертифікаціях |              |         |